# エストゥロイ島

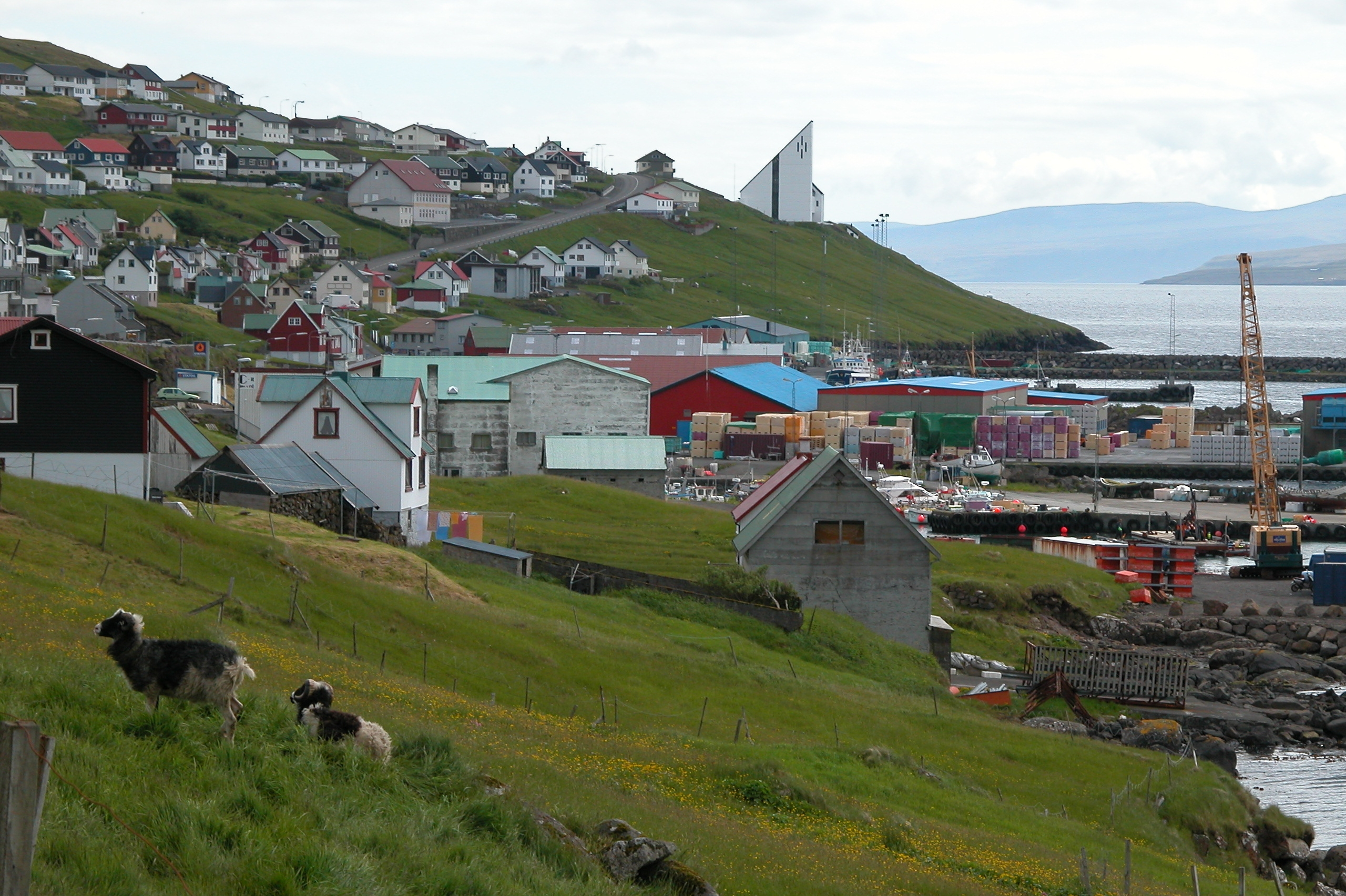
エストゥロイ島

エストゥロイ島（Eysturoy）は、フェロー諸島を形成する島の一つ。「東の島」を意味する。大きさと人口の点では、フェロー諸島において二番目の大きさを有する。また、フェロー諸島の最高峰であるSlættaratindur山（海抜882m）など多数の山々が連なるため、極端に起伏が多い地形となっている。

## 概略
西隣のストレイモイ島とは狭い海峡を挟んで接しており、ストレイミン橋とエストゥロイトンネルで双方が繋がっている。東隣のボルウォイ島ともノルドヤトンネルにて繋がっている。北側のフグラフィヨルズルという街や、人口の集中している南側のルナヴィークやNesという街が主要な都市。東岸にあるレイルヴィークという都市が、北東側にある島への交通手段を有している。Gjógvの村には、岩柱で出来た自然の小さな港があり、ゴタの村にある歴史博物館等も観光地のひとつである。